# Schwester Maria-Theresa
Maëster

Sœur Marie-Thérèse des Batignolles

(Bitte Urheberrechte beachten)
Schwester Maria-Theresa (frz. Sœur Marie-Thérèse des Batignolles [sœʁ maʁi teʁɛz de batiɲɔl]) ist eine Comic-Serie des französischen Cartoonisten und Szenaristen Maëster (Jean-Marie Ballester), die erstmals 1982 in der Ausgabe Nr. 74 des Comic-Magazins Fluide Glacial erschien und von 1989 bis 2008 in sechs Comic-Alben veröffentlicht wurde; in Deutsch erschienen von 1991 bis 1996 vier Bände.
Die Protagonistin, Sœur Marie-Thérèse des Batignolles, ein resolutes Weibsbild mit männlich anmutenden Gesichtszügen, ist eine völlig atypische katholische Ordensschwester, die ihre Religion freizügig interpretiert, ihre Religiosität  sehr eigenwillig auslebt und dabei Alkohol, Marihuana und auch dem männlichen Geschlecht nicht abgeneigt ist. In Ordenstracht und Springerstiefeln erlebt sie zuweilen fast reale, aber meist deutlich surreale Abenteuer, die sie dank ihrer Fäuste, ihrer körperlichen Robustheit, ihrer Bauernschläue – und in einem Fall auch durch Gottes Hilfe – heil übersteht.

## Genre und Präsentation
Die Serie umfasst derzeit 6 Bände mit 46 Episoden auf 271 Seiten. Die Zeichnungen in Band 1 bis Band 5 sind in Schwarz-weiß ausgeführt, der gesamte Band 6 und die Titelseiten aller Comic-Alben sind koloriert. Das Spektrum der zeichnerischen Darstellung und der Handlung reicht von nahezu realistischen Alltagsgeschichten in den ersten vier Episoden von Band 1 bis zu extrem cartoonhaften Comics in den darauf folgenden Episoden.
Die Serie, die auf den Humor von Jugendlichen und Erwachsenen zielt, ist in einem quasi-katholischen Umfeld angelegt, doch die Kloster- und Kirchenumgebung dient Maëster als Hintergrundszenario für seine Wortspiele (besonders Kalauer), Parodien von Filmen und Fernsehserien und suchbildartigen Bilderwitze, die sich auch oft über mehrere Panels erstrecken. Nicht nur bei Sœur Marie-Thérèse des Batignolles, sondern auch bei den meisten anderen Akteuren sucht man vergeblich nach einem Moralkodex. Dieser wäre auch nur störend und würde Maëster bei den Abenteuern seiner Protagonistin behindern. In fast jeder Episode kommt es zu einer Schlägerei und je mehr Personen daran beteiligt sind, desto mehr Möglichkeiten bieten sich Maëster, absurd-amüsante kleine Details hineinzuzeichnen.
Während die Prügelorgien und die Verwendung von Drogen jeglicher Art bildlich groß angelegt vorgeführt werden, werden die sexuellen Vorlieben von Marie-Thérèse kaum im Bild dargestellt, sondern manifestieren sich meist nur im Text in Form ihrer anzüglichen Kommentare.
In einem Interview erklärte Maëster, dass er durch die Beobachtung einer älteren Dame in der Métro, die sich sehr ungewöhnlich für eine Dame ihres Alters verhalten hätte, auf die Idee zur Person Sœur Marie-Thérèse des Batignolles gekommen sei. Situationskomik und Humor komme aus der Wahrnehmung des Gegensatzes, dass sich eine Person, der gegenüber man eine bestimmte Erwartungshaltung habe, ganz anders verhalte, als man es von ihr erwarte. Dieses unerwartete Verhalten findet sich auch bei anderen Personen der Serie.
Nachdem Maëster Fluide Glacial im Jahr 2005 verlassen hatte, sollte der 6. Band  von Sœur Marie-Thérèse des Batignolles bei Éditions Albin Michel erscheinen, dem Verlag der Comic-Zeitschrift L’Écho des Savanes. Als die Comic-Sparte der Éditions Albin Michel von Glénat aufgekauft worden war, erschien das 6. Album dort unter dem Label „Drugstore“.

## Personen
Die Geschichten um Sœur Marie-Thérèse des Batignolles sind reich an teils typisch klischeehaft dargestellten Personen und teils als karikiert gezeichneten bekannten realen Persönlichkeiten wie Filmschauspielern (oder den Charakteren, die sie verkörpern), Sängern, Politikern etc. oder fiktiven Personen der Populärliteratur; in mehrere Geschichten hat sich Maëster auch selber – in selbstironischer Darstellung – hineingezeichnet.

### Sœur Marie-Thérèse des Batignolles
Maëster

Sœur Marie-Thérèse – Sans Diocèse Fixe

(Bitte Urheberrechte beachten)
Sœur Marie-Thérèse des Batignolles, in blauer Ordenstracht und mit um die Hüfte geschlungener Kordel,  ist eine katholische Ordensschwester im fiktiven Konvent der Petites Sœurs du Pardon Excusez-Moi. Sie ist etwa 40 bis 50 Jahre alt und von massiger Gestalt mit mächtigem, wogenden Busen, hat starke Arme, große Hände und spindeldünne Beine, die in Spingerstiefeln enden. Ihr Gesicht hat deutlich männliche Proportionen mit stark gerunzelter Stirn, breitem Unterkiefer und Hamsterbacken; sie trägt eine Brille mit dicken Gläsern. Ihr Mund ist meist mürrisch heruntergezogen, aber – besonders in Gegenwart attraktiver junger Männer – ist sie auch zu einem bezaubernden Lächeln fähig und zeigt dann die gleiche Körpersprache (seitliches Abdrehen, Anwinkeln eines Fußes, Spielen mit den eigenen Fingern) wie sie für Oliver Hardy typisch war. Ohne dass es in der Serie direkt vor Augen geführt wird,  lebt Sœur Marie-Thérèse des Batignolles auch ihre Sexualität aus, was in ihrer Jugend zu einer Schwangerschaft und der Geburt eines Sohnes führte.
Als Genussmensch liebt sie langes Ausschlafen, gutes Essen, Alkohol in jeder Form (bevorzugt Rotwein), Joints, Zigarren; sie fährt gerne Motorrad und Vespa und verehrt Elvis. Sie kennt sich mit Schusswaffen aus und sie weiß ihre Fäuste und Füße mit vollem Körpereinsatz bei Schlägereien zu gebrauchen.
Sœur Marie-Thérèse des Batignolles handelt spontan und ohne jegliche Rücksicht. Typisch für sie ist beispielsweise, dass sie in ihrem unaufgeräumten Zimmer nicht gestört werden will, weil sie völlig betrunken im Bett liegt, dass sie während einer Gerichtsverhandlung einen Joint raucht, Kinder in drastischer Weise und völlig unpädagogisch „diszipliniert“, alte oder kranke Menschen ungeduldig drangsaliert, in Läden und Bars Alkohol mitgehen lässt und ohne Skrupel Geld oder Wertgegenstände entwendet. Ihre Sprache ist direkt, respektlos („verletzend“) oder auch anzüglich: Johannes Paul II., der zu einem Besuch in das Kloster kommt, nennt sie zum Entsetzen der Mêre Supérieure „Pollack“.
Doch Marie-Thérèse hat auch gelegentlich eine „nette“ Seite, wenn sie sich für Obdachlose oder Immigranten gegen Sozialwucherer einsetzt, oder sogar heroische Züge, wenn sie mit vollem Körpereinsatz gegen Rinderwahn, Übermenschen, Zombies und Monster antritt.

#### Zitate
„...donnez-nous aujourd'hui notre pain quotidien ... pour moi, avec beurre et saucisson, mais sans cornichons, cette fois-ci!“
[„...und gib uns unser täglich Brot ... für mich mit Butter und Wurst, aber diesmal ohne Gürkchen!“]
„Vous êtes cistercienne de la stricte observance?“ „Je suis plutôt vaginale de la pure jouissance...“
[„Sind Sie Zisterzienserin strengerer Observanz?“ „Ich bin eher Vaginalin des puren Genusses...“]

### Mêre Supérieure
Yolande, die Mêre Supérieure (Mutter Oberin) des Konvents der Petites Sœurs du Pardon Excusez-Moi, verbringt die meiste Zeit in ihrem Büro mit Videospielen und sie versucht, unter den Ordensschwestern für Zucht und Anstand zu sorgen. Anfangs ist sie durch das unkonventionelle und störende Verhalten von Sœur Marie-Thérèse des Batignolles nur irritiert und verärgert, aber im Laufe der Zeit entwickeln sich daraus skurrile Wahnvorstellungen, die in einem Szenario gipfeln, bei dem sie die ihr untergebenen Ordensschwestern eine nach der anderen auf ähnliche Weise umbringt wie in Der Name der Rose. In dem darauf gegen sie geführten Prozess beschuldigt sie ihrerseits Sœur Marie-Thérèse des Batignolles besessen zu sein und sie zu diesen Handlungen getrieben zu haben. Im Schuldspruch wird für die Mêre Supérieure ein Exorzismus mit anschließender Überführung und Strafe im Ordre cistercien sado-masochiste à Clairvaux verhängt. Sœur Marie-Thérèse des Batignolles wird vorerst in die Abbaye Notre-Dame de Cîteaux geschickt, was ihr ein Lächeln entlockt, da dieser Konvent in den Weinbergen Burgunds liegt.

### Jesus
Der erste Jesus ist Gärtner im Konvent der Mêre Supérieure Yolande. Er ist ein kleiner, kräftiger Mann mittleren Alters mit Hamsterbacken, langen Koteletten und dichten Augenbrauen, spricht Französisch mit stark portugiesischem Akzent und trägt Baskenmütze. Er ist meist missmutiger Laune, da er mit allen Schwestern im Konvent – auch den schon etwas älteren (darunter Sœur Marie-Thérèse des Batignolles) „verheiratet“ ist. Er und Marie-Thérèse führen keine „Liebesehe“, sondern haben nach Jahren des Zusammenseins eher eine Zweckgemeinschaft. Er zeigt einige der von ihm erwarteten Fähigkeiten – z. B. über das Wasser laufen –, hält sich aber mit Wundern meist zurück. Als guter Sohn freut er sich über den Besuch seiner Mutter Maria, einer gouvernantenhaften Dame, die auch mit portugiesischem Akzent spricht. Nachdem Sœur Marie-Thérèse des Batignolles die Petites Sœurs du Pardon Excusez-Moi verlässt, bricht auch ihr Kontakt zu diesem Jesus ab.
Der zweite Jesus ist ein junger schwarzer, homosexueller Gärtner im Konvent l'Abbaye Notre-Dame de Cîteaux, der neuen Wirkungsstätte von Sœur Marie-Thérèse des Batignolles. Die dortige Mêre Supérieure benötigt dessen vitale Energie, um einen künstlichen Über-Jesus zu schaffen, der die längst fällige Apokalypse einleiten soll – was Sœur Marie-Thérèse des Batignolles dank ihrer Kenntnis der Eucharistie verhindern kann. Doch bald nach seiner Rettung wird der zweite Jesus von Rassisten getötet und Marie-Thérèse hat nur begrenzten Erfolg, ihn wiederzubeleben, wodurch er sich aber an seinen Peinigern rächen kann.

### Gott

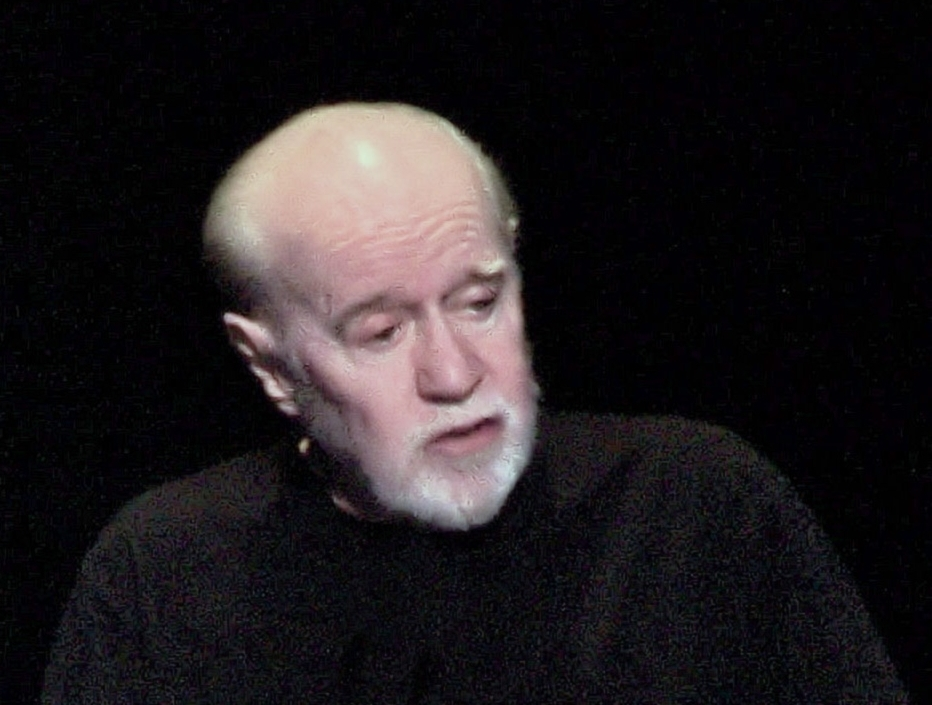
George Carlin (1937–2008), von Maëster 2008 in der Rolle von Gott grafisch umgesetzt

Gott erscheint meist nur kurz in Form eines alten Mannes, der sich über die Taten von Marie-Thérèse oder die anderer Akteure aufregt.
In Band 6 hat er einen längeren Auftritt. Sœur Marie-Thérèse des Batignolles gerät in ihrer „reizenden“ Art mit dem Leiter eines Biotechnologielabors aneinander, worauf dieser sich in ein grünes Hulk-artiges Wesen verwandelt und Marie-Thérèse tötet. Als sie vor Gott – in der Gestalt von George Carlin – erscheint, ergibt sich eine längere Diskussion. Sie beschuldigt ihn, sich nicht mehr um die Erde zu kümmern, während er darlegt, dass er für die Menschen ein Paradies geschaffen habe, das sie aber vollständig verdorben hätten. Am Ende entscheidet Gott, dass ihr Tod ein Missverständnis war und schickt sie wieder – im freien Fall – zur Erde zurück, damit sie weiter sein Wort verkünden soll.

## Handlung
Die meisten Episoden stehen für sich isoliert, die Handlung wird durch Wortspielerei mit entsprechender grafischer Umsetzung getragen. In Band 4 spitzt sich der Konflikt zwischen Sœur Marie-Thérèse des Batignolles und Mêre Supérieure Yolande so zu, dass das Kloster aufgelöst wird. Ab dann erlebt Marie-Thérèse ihre Abenteuer „sans diocèse fixe“ (ohne feste Diözese).

## Wahrnehmung außerhalb der Serie
Maëster

Fluide Glacial Nr. 162

(Bitte Urheberrechte beachten)
- Im Dezember 1989 zeigte die Titelseite von Fluide Glacial Nr. 162 Sœur Marie-Thérèse des Batignolles unter dem Weihnachtsbaum mit geöffnetem Geschenkkarton, wie sie lächelnd ein Gummi-Kruzifix aufpumpt. Der Journalist, Schriftsteller und Politiker Bernard Antony, Delegierter der Front National im  Europäischen Parlament von 1984 bis 1999, verklagte daraufhin das Magazin, aber die Klage wurde abgewiesen.[30][9]

- Jacques Diament berichtet in seinem Buch Fluide Glacial Gotlib... Et moi eine Episode, wie sein Bruder auf eine Mêre Supérieure traf, die eine „reale“ Sœur Marie-Thérèse des Batignolles kannte.[31]

- Die Episoden um Sœur Marie-Thérèse des Batignolles wurden wissenschaftlich in Bezug auf die Verwendung von Possessivpronomen[32] und die Verwendung von ikonischem und semantischem Paratext untersucht.[33]

- In den Niederlanden erhielt Sœur Marie-Thérèse des Batignolles die Benennung Zuster Maria-Theresa van Scherpenheuvel.

## Veröffentlichungen

### Frankreich

#### Comic-Magazine
- Fluide glacial: 1982 bis 2005
- L'Écho des savanes: seit 2005

#### Comic-Alben
| - Band 1: Sœur Marie-Thérèse des Batignolles (Audie-Fluide Glacial, 1989, ISBN 978-2-85815-398-5) - Sœur Marie-Thérèse - Soins à domicile - Les jolis dimanches - Les commissions - Le hold-up - Allons bon, c'est le printemps - Salauds de jeunes! - La mission - Le monstre - Au royome des aveugles - Band 2: Heureux les imbéciles (Audie-Fluide Glacial, 1990, ISBN 978-2-85815-135-6) - Fécondation in vitraux - Porteuse sainte? - Le retour de la malédiction du fils caché - La ville est une jungle! - Là où le tes nasille - En vie de chien! - L'art en sons - Le bouc est mis, sœur - Laver (mari à) - Band 3: Dieu vous le rendra (Audie-Fluide Glacial, 1992, ISBN 978-2-85815-155-4) - Durex, Alex, sed lex - Tu meurs, ma ligne - Batnonne - 12 minutes de sainte vierge en plus - Noël à paques tison au balcon - Les tordues ninja - Tahar «Tata» lahak-Raïm - Jean-Paul II: Le retour | - Band 4: Sur la terre comme au ciel (Audie-Fluide Glacial, 1994, ISBN 978-2-85815-193-6) - Les boules - La prisonnière - Les aises du délire - Love me... tant d'heures - Ah la dinde! - Missa impossibilis - Psy cause - Le nom de la gosse - Band 5: Sans diocèse fixe (Audie-Fluide Glacial, 2001, ISBN 978-2-85815-305-3) - Le procès - Chantier interdit - Immobilier patris - Prion mes frères - Il n'a que six dents... de la route - La tentation intéchrist - La guère sainte (Kolorierung: Maëster und Sopie Dumas, Éditions Glénat, 2008, ISBN 978-2-226-17560-1) - L'aigri vain - Le(a) curé(e) - Martyr, c'est pourrir un peu... - INRI sous cape - L'âge d'Oraison - Die Bände 1 bis 5 wurden auch in einem Schuber zusammengefasst herausgegeben (Audie-Fluide Glacial, 2002, ISBN 978-2-85815-657-3). |

### Deutschland

#### Comic-Magazine
- 26 einzelne Geschichten erschienen zwischen 1991 und 1997 im Comic-Magazin U-Comix. Alle Geschichten wurden in den Alben des Alpha Comics Verlags nachgedruckt.

#### Comic-Alben
- Band 1: Schwester Maria-Theresa (Alpha Comics, 1991, ISBN 3-89311-159-X)
- Band 2: Schwester Maria-Theresa – Selig sind die Schwachsinnigen (Alpha Comics, 1992, ISBN 978-3-89311-201-2)
- Band 3: Schwester Maria-Theresa – Gott wird es Euch vergelten (Alpha Comics, 1994, ISBN 978-3-89311-264-7)
- Band 4: Schwester Maria-Theresa – Wie im Himmel, so auf Erden (Alpha Comics, 1996, ISBN 978-3-89593-546-6)